# Una carta de amor para Marsha
Una carta de amor para Marsha (en inglés, A Love Letter to Marsha) es una escultura que presenta a la activista LGBTQ Marsha P. Johnson del artista estadounidense Jesse Palotta. Originalmente fue erigido en Christopher Park a lo largo de Christopher Street en la sección West Village de Manhattan, Nueva York (Estados Unidos). El monumento se completó en 2021 y fue, en particular, la primera estatua de una persona transgénero en la ciudad de Nueva York. La escultura presenta un busto de tamaño natural de Johnson hecho de bronce con agujeros para insertar flores. Es una obra de arte guerrillera, pero luego fue aprobada por los Servicios de Parques de Nueva York, lo que la convierte en la primera escultura de una persona transgénero en la ciudad de Nueva York. Actualmente reside en el Centro Comunitario de Lesbianas, Gays, Bisexuales y Transexuales.

## Descripción e historia
Las peticiones para una estatua de Johnson en West Village han existido desde la década de 1980. Los activistas transgénero planearon la escultura siguiendo planes no realizados para una escultura oficial de Johnson y Sylvia Rivera en 2019. Es la primera estatua de la ciudad de una persona transgénero y la octava estatua de una mujer entre los 800 monumentos del parque de la ciudad de Nueva York. La escultura se colocó a varios pies de distancia del controvertido Monumento Nacional Stonewall. En 2015, los activistas destrozaron las estatuas con pintura marrón y pelucas para "blanquear" los disturbios de Stonewall.
El artista Jesse Pallotta usó un molde de silicona para moldear el busto de bronce. Luego hicieron que un equipo de activistas erigiera la escultura en Christopher Park el 24 de agosto de 2021, lo que habría sido el 76 cumpleaños de Johnson. El grupo usó 150 libras de cemento para sostener el pedestal de madera en su lugar La escultura incluye una placa de bronce con una cita del activista y participante de Stonewall Thomas Lanigan-Schmidt : “La historia no es algo que miras hacia atrás y dices que era inevitable, sucede porque las personas toman decisiones que a veces son muy impulsivas y del momento., pero esos momentos son realidades acumulativas”.
En 2022, A Love Letter to Marsha se trasladó al Centro Comunitario de Lesbianas, Gays, Bisexuales y Transgénero.